# Czystka etniczna Gruzinów w Abchazji
Czystki etniczne Gruzinów w Abchazji , znane również jako masakry Gruzinów w Abchazji , w Gruzji określane jako ludobójstwo Gruzinów w Abchazji (gruz.: ქართველთა გენოციდი აფხაზეთში)  – termin dotyczący czystek etnicznych, masakr i przymusowych deportacji tysięcy etnicznych Gruzinów mieszkających na terenie samozwańczej Republiki Abchazji podczas konfliktu gruzińsko-abchaskiego w latach 1992–1993 oraz w 1998 roku dokonanych przez abchaskich separatystów i ich sojuszników. Ofiarą masowych zabójstw padali także Ormianie, Grecy, Rosjanie, a nawet Abchazowie, którzy sprzeciwiali się mordom. Od 200 000 do 250 000 gruzińskich cywilów zmuszono do ucieczki na tereny kontrolowane przez rząd Gruzji. Masakry Gruzinów zostały oficjalnie uznane za czystkę etniczną przez konwencje Organizacji Bezpieczeństwa i Współpracy w Europie (OBWE) w 1994, 1996 i ponownie w 1997 roku podczas szczytów tej organizacji w Budapeszcie, Lizbonie i Stambule; w konwencjach tych potępiono także „sprawców zbrodni wojennych popełnionych podczas konfliktu”. 15 maja 2008 roku Zgromadzenie Ogólne Organizacji Narodów Zjednoczonych przyjęło (14 głosami za, 11 przeciw i 105 wstrzymujących się) rezolucję A/RES/62/249, w której „podkreślono znaczenie zachowania prawa własności uchodźców i przesiedleńców wewnętrznych z Abchazji, w tym ofiar  „czystek etnicznych”, i wezwano wszystkie państwa członkowskie do powstrzymania osób podlegających ich jurysdykcji przed uzyskaniem mienia na terytorium Abchazji w Gruzji z naruszeniem praw osób powracających”.

## Tło sytuacyjne
Przed wybuchem pierwszej wojny w Abchazji 1992 roku Gruzini stanowili prawie połowę ludności samozwańczej republiki, podczas gdy mniej niż jedna piąta jej ludności to etniczni Abchazowie. Dla porównania, w 1926 roku obie populacje na tym obszarze były prawie równe, stanowiąc po ok. 1/3 ludności, podczas gdy jej resztę stanowili Rosjanie, Ormianie i Grecy. Imigracja na dużą skalę Gruzinów, Rosjan i Ormian pozwoliła ich populacjom na szybki wzrost; podczas gdy liczba Abchazów nawet nie podwoiła się do 1989 roku, populacja Gruzinów w Abchazji wzrosła w tym czasie prawie czterokrotnie z 67 494 do 239 872, populacja Ormian potroiła się, a liczba Rosjan wzrosła aż sześciokrotnie.

### Konflikt zbrojny w Abchazji
W 1992 roku sytuacja polityczna w Abchazji przerodziła się w militarną konfrontację między rządem gruzińskim a separatystami abchaskimi. Walki przybrały na sile, gdy oddziały gruzińskiego Ministerstwa Spraw Wewnętrznych i Obrony wraz z jednostkami policji zajęły Suchumi i zbliżyły się do miasta Gudauta. Polityka etniczna zainicjowana przez Gruzinów w Suchumi zmusiła część Abchazów do opuszczenia swoich domostw i doprowadziła do powstania grupy bojowników, zdeterminowanych, aby odzyskać utracone domy. Jednak w miarę postępu działań wojennych separatyści abchascy zaczęli prowadzić taką samą politykę masowego wysiedlania etnicznych Gruzinów z ich domów w jeszcze większej liczbie, co spowodowało, że ok. 250 000 ludzi zostało wyrzuconych z ich siedzib rodowych. Przy prawdopodobnej pomocy ze strony Rosji udało im się uzbroić i zorganizować „bataliony ochotnicze” złożone z ludów Północnego Kaukazu. Według politologa Georgy Mirsky'ego rosyjska baza wojskowa w Gudaucie „zaopatrywała stronę abchaską w broń i amunicję”. Jednocześnie dodaje on, że „nigdy nie przedstawiono żadnego bezpośredniego dowodu na to, ale bardziej naiwnym byłoby wierzyć, że czołgi, rakiety, haubice i inna ciężka broń, której koalicja antygruzińska coraz częściej używała w swojej wojnie, zostały zdobyte na wrogu”. Ta antygruzińska koalicja wojskowa składała się z północnokaukaskiego ugrupowania Konfederacja Narodów Kaukazu, czeczeńskiej dywizji „Szary Wilk” Szamila Basajewa, „batalionu ormiańskiego im. Bagramiana”, Kozaków, bojowników z Naddniestrza i różnych rosyjskich oddziałów specjalnych. Według politologa Bruno Coppietersa, „zachodnie rządy podjęły pewne dyplomatyczne inicjatywy w ONZ i zaapelowały do Moskwy o zaprzestanie aktywnego udziału jej sił zbrojnych w konflikcie w Abchazji. Rada Bezpieczeństwa ONZ przyjęła serię rezolucji, w których apelowała o zawieszenie broni i potępienie abchaskiej polityki czystek etnicznych”.
W obliczu setek tysięcy etnicznych Gruzinów, którzy nie chcieli opuścić swoich domów, strona abchaska wdrożyła proces czystek etnicznych w celu całkowitego wypędzenia i wyeliminowania ludności gruzińskiej w Abchazji.
Dokładna liczba zabitych podczas czystek etnicznych jest kwestionowana, jednak szacunki wahają się od 8 000 do 10 000 osób, nie licząc zabitych w 1998 roku podczas walki w rejonie galskim. Powszechnie uznaje się, że od 200 000 do 250 000 etnicznych Gruzinów zostało wyrzuconych ze swoich domów. Ofiarą kampanii czystek etnicznych padli także miejscowi Rosjanie, Ormianie, Grecy, Abchazowie nie akceptujący ludobójczej polityki władz separatystycznych i inne mniejszości etniczne zamieszkujące Abchazję. Zniszczono ponad 20 000 domów należących do etnicznych Gruzinów. Setki szkół, przedszkoli, cerkwi, szpitali i zabytków kultury gruzińskiej zostało splądrowanych oraz zniszczonych.

Raporty Departamentu Stanu USA z 1994 roku opisują sytuacje masowych naruszeń praw człowieka, często korzystając z ustaleń Human Rights Watch. Według jednego z tych raportów: 

Siły separatystyczne [abchaskie] dopuściły się powszechnych okrucieństw na gruzińskiej ludności cywilnej, zabijając wiele kobiet, dzieci i osób starszych, biorąc niektórych jako zakładników i torturując innych [...] Zabili także dużą liczbę gruzińskich cywilów, którzy pozostali na terytorium zajętym przez Abchazję [...] Separatyści rozpoczęli terror wobec większości przedstawicieli ludności gruzińskiej, chociaż cierpiały również inne narodowości. Czeczeni i inni mieszkańcy północnego Kaukazu, obywatele Federacji Rosyjskiej, podobno przyłączyli się do lokalnych oddziałów abchaskich w popełnianiu tych okrucieństw [...] Ci, którzy uciekli z Abchazji, wysuwali bardzo wiarygodne zarzuty zbrodni, w tym zabijania cywilów bez względu na wiek czy płeć. Zwłoki sprowadzone z terytorium zajmowanego przez Abchazów nosiły ślady rozległych tortur

Po zakończeniu wojny rząd Gruzji, ONZ, OBWE oraz sami uchodźcy rozpoczęli śledztwo i gromadzenie faktów na temat zarzutów ludobójstwa, czystek etnicznych i deportacji, które były prowadzone przez stronę abchaską w czasie konfliktu. W 1994 roku i ponownie w 1996 OBWE podczas szczytu w Budapeszcie oficjalnie uznała masakry Gruzinów w Abchazji za czystki etniczne i potępiła „sprawców zbrodni wojennych popełnionych podczas konfliktu”.
W marcu 2006 roku Haski Trybunał ds. Zbrodni Wojennych ogłosił, że dokonał przeglądu wszystkich dokumentów przedłożonych przez stronę gruzińską. Po przeprowadzeniu śledztwa na szeroką skalę Trybunał stwierdził, że będzie ścigał sprawców zbrodni i wszczął śledztwo w sprawie kampanii czystek etnicznych, zbrodni wojennych i terroru wobec etnicznych Gruzinów w Abchazji.

Według Catherine Dale, Wysokiego Komisarza Narodów Zjednoczonych spraw uchodźców (UNHCR): 

W byłym obozie turystycznym w Kutaisi, duża grupa uchodźców opowiadała o „powszechnej praktyce” zwanej „włoskim krawatem”, polegającej na wycinaniu języka z gardła i zawiązywaniu go na szyi. Pewna kobieta opowiadała o mężczyźnie, który został zmuszony do zgwałcenia swojej nastoletniej córki, a także o abchaskich żołnierzach uprawiających nekrofilię z martwymi ciałami. Jeden mężczyzna opowiada, jak w Gudaucie jakiś Abchaz zabijał małe dzieci, a następnie ścinał im głowy, aby grać nimi w piłkę nożną. Te wątki są powtarzane w wielu, niezależnych relacjach

18 czerwca 2001 roku rezydent Rosji Władimir Putin podczas szczytu w Lublanie potwierdził fakt zbrodni popełnionych w Abchazji, także przez obywateli rosyjskich, zauważając: 

Wydaje się, że władze gruzińskie zapomniały, jak czeczeńscy terroryści używali głów Gruzinów jako piłki do gry podczas kryzysu abchaskiego. Tak, niestety, to jest fakt

## Czystki etniczne (1992–1993)
Raport Human Rights Watch z 1995 roku, który zawierał szczegółowy opis zbrodni wojennych i okrucieństw popełnionych podczas I wojny abchaskiej, stwierdza, że 

Siły Abchazji są odpowiedzialne za przewidywalną falę zemsty, łamania praw człowieka i zbrodni wojennych, które spadły na gruzińską ludność w Suchumi i innych częściach Abchazji. W ocenie Human Rights Watch praktyki te odbywały się z zachęty rządu abchaskiego, aby wypędzić gruzińską ludność z jej domów”

### Upadek Gagry
3 września 1992 roku podpisano mediowane przez Rosję porozumienie między stroną gruzińską i abchaską, które zobowiązywało Gruzję do wycofania swoich sił zbrojnych z miasta Gagra. Porozumienie zmusiło separatystów abchaskich z Gudauty do wstrzymania ataków na miasto. Wkrótce potem Gagrę opuściły siły gruzińskie, w skład których wchodziły bataliony Szawnabada, Awaza i Biały Orzeł (wraz z czołgami i ciężką artylerią). Na miejscu pozostały tylko niewielkie grupy uzbrojonych bojowników, złożone głównie z etnicznych Gruzinów z Gagry i okolic. Jednak 1 października strona abchaska naruszyła porozumienie i rozpoczęła atak na Gagrę na pełną skalę. Natarcie z kilku stron było dobrze skoordynowane i prowadzone głównie przez bojowników czeczeńskich (pod dowództwem Szamila Basajewa) oraz przedstawicieli innych narodów północnokaukaskich. Słabe, gruzińskie oddziały w Gagrze szybko utraciły kontrolę nad przedmieściami miasta (osiedla Leselidze i Kolkhida) i po wycofaniu się do centrum miasta zostały ostatecznie zniszczone do końca dnia 1 października. Wraz z upadkiem Gagry ludność gruzińska znalazła się na łasce abchaskich separatystów i ich sojuszników. Pierwsze masakry i akty czystki etnicznej zostały popełnione właśnie podczas bitwy o Gagrę.

Z centrum Gagry oraz osiedli Leselidze i Kolchida wyłapywano Gruzinów bez względu na wiek i zabijano. Kiedy tylko separatyści wkroczyli do miasta, ludność cywilna stała się celem masowych mordów. Głównymi celami byli młodzi ludzie i dzieci. Według relacji naocznego świadka: 

Kiedy wróciłem do domu, zdziwiłem się, widząc na ulicy wielu uzbrojonych ludzi. Byli cicho. Wziąłem jednego z nich za mojego sąsiada z Gruzji i zapytałem: „Jak się masz?” po gruzińsku. Złapał mnie za nadgarstek i powiedział: „Milcz”. Nie bałem się o siebie; ale obawiałem się, że zabili moją rodzinę. Zapytał mnie po rosyjsku: „Gdzie są twoi młodzi krewni? Nie zabijemy cię, zabijemy ich”. Odpowiedziałem, że ich tu nie ma, zostali tylko starzy

Kobiety i młode dziewczęta schwytane przez bojowników stały się ofiarami gwałtów i tortur. Pewna starsza Gruzinka, która przeżyła październikowy atak na Gagrę, opowiadała: 

„Przywieźli ślepca i jego brata, który zawsze z nim był. Zaczęli bić ślepca, jego brata i żonę kolbą karabinu, nazywając go psem i kopiąc go. Przewrócił się. Widziałam krew. Jeden żołnierz powiedział: „Nie zabijemy cię, ale gdzie są młode dziewczyny?” Powiedziałam, że nie ma tu żadnej

Mój mąż Sergo został zaciągnięty i przywiązany do drzewa. Abchaska Zoja Cwizba przyniosła tacę z dużą ilością soli. Wzięła nóż i zaczęła zadawać rany mojemu mężowi. Potem posypała solą odsłonięte rany. Torturowali go w ten sposób przez dziesięć minut. Potem zmusili młodego gruzińskiego chłopca (potem go zabili) do wykopania dziury traktorem. Umieścili mojego męża w tej dziurze i pogrzebali go żywcem. Pamiętam, że jedyną rzeczą, jaką powiedział, zanim został pokryty żwirem i piaskiem, było: „Dali, zajmij się naszymi dziećmi!”

Po upadku Gagry zwycięzcy zaczęli rabować, gwałcić i torturować, a następnie wykonywać zbiorowe egzekucje na wszystkich schwytanych, którym nie udało się opuścić miasta na czas. 1 października o godzinie 17:00 około 1000–1500 osób zostało zatrzymanych i umieszczonych pod strażą na stadionie piłkarskim w centrum Gagry. 6 października znaleziono blisko 50 cywilów wiszących na słupach elektrycznych. Wkrótce potem dzieci, osoby starsze, kobiety i mężczyźni, których uwięziono na stadionie piłkarskim, zostali zastrzeleni i wrzuceni do zbiorowych grobów niedaleko stadionu. Rosyjski obserwator wojskowy Michaił Demianow (oskarżony przez stronę gruzińską o bycie doradcą wojskowym przywódcy separatystów Władysława Ardzinby) powiedział Human Rights Watch: 

Kiedy [Abchazowie] wkroczyli do Gagry, zobaczyłem batalion Szamila Basajewa. Nigdy nie widziałem takiego horroru. Gwałcili i zabijali każdego, kogo złapano i wyciągnięto z ich domów. Abchaski dowódca Arszba zgwałcił 14-letnią dziewczynkę, a później wydał rozkaz jej zabicia. Przez cały dzień słyszałem tylko krzyki i płacz ludzi, którzy byli brutalnie torturowani. Następnego dnia byłem świadkiem masowej egzekucji na stadionie. Zainstalowali karabiny maszynowe i moździerze na górze oraz umieścili ludzi bezpośrednio na murawie. Zabicie wszystkich zajęło im kilka godzin

Obserwatorzy ONZ zaczęli badać i gromadzić wszystkie fakty dotyczące zbrodni wojennych popełnionych podczas upadku Gagry. Wiceprzewodniczący Rady Najwyższej Abchazji Michaił Jinjaradze, z pochodzenia Gruzin, został usunięty ze swojego urzędu i zamordowany.

### Masakra w Kamani
Po nieudanej próbie ataku separatystów i ich sojuszników na Suchumi 14 marca 1993 roku, Abchazi skierowali swoje główne siły na północną stronę linii frontu, która dzieliła Gruzinów utrzymujących Suchumi i terytoria kontrolowane przez separatystów. 4 lipca Konfederacja Narodów Kaukazu, formacje abchaskie i ormiański batalion im. Bagramiana przetransportowany podobno przez rosyjską Marynarkę Wojenną do miasta Tkwarczeli rozpoczęły ofensywę na północny obwód Suchumi. Siły gruzińskie i lokalne jednostki ochotnicze (w tym członkowie ukraińskiej organizacji nacjonalistycznej UNA-UNSO) stacjonujące we wsiach Szroma, Tamiszi i Kamani zostały zaskoczone. 5 lipca, po intensywnych walkach, Gruzini stracili w ciągu kilku godzin aż 500 zabitych. Wioska Kamani wpadła w ręce formacji abchaskich i ich sojuszników z Kaukazu Północnego. Kamani zamieszkiwali głównie Swanowie (grupa etnograficzna Gruzinów) oraz prawosławne zakonnice, które mieszkały przy cerkwi św. Jerzego znajdującej się w centrum wioski. Miejscowa ludność (w tym kobiety i dzieci) została zmasakrowana, a cerkiew św. Jerzego stała się miejscem masakry. Zakonnice zostały zgwałcone i zabite na oczach prawosławnych księży, o. Jurija Anua i o. Andria. Obaj księża zostali wyprowadzeni z kościoła i przepytani o własność ziemi w Abchazji. Po udzieleniu odpowiedzi, że Abchazja nie jest ani Gruzją, ani Abchazją, ale ziemią Boga, zostali zastrzeleni przez bojownika z Kaukazu Północnego. W sumie około 120 mieszkańców wsi zostało zamordowanych.

### Upadek Suchumi
Thomas Goltz, korespondent wojenny, który odwiedził Abchazję w czasie wojny, wspomina, że rosyjskie MiG-29 zrzuciły 500 kilogramów bomb próżniowych, głównie na obszary mieszkalne Suchumi i wioski nad rzeką Gumistą. Rosyjski dziennikarz Dmitrij Chołodow pozostał w Suchumi, zanim wpadł w ręce separatystów i napisał kilka relacji z oblężonego miasta: 

Ostrzał Suchumi jest najbardziej obrzydliwą rzeczą w tej wojnie [...] Wszyscy mieszkańcy pamiętają pierwszy ostrzał. Miało to miejsce 2 grudnia 1992 roku. Pierwsza rakieta spadła na ulicę Pokoju. Uderzali w zatłoczone miejsca. Kolejnym „celem” strategicznym był targ miejski, który został trafiony z wielką precyzją. Tego dnia zginęło 18 osób. Na rynku zawsze było dużo ludzi

27 lipca 1993 roku podpisano za pośrednictwem Rosji trójstronną umowę o zawieszeniu broni i zasadach rozwiązania konfliktu gruzińsko-abchaskiego. Po raz kolejny wojsko gruzińskie zaczęło wycofywać z Suchumi całą swoją ciężką artylerię, czołgi i znaczną część żołnierzy. Separatyści abchascy wraz ze swoimi sojusznikami byli zobowiązani do wstrzymania działań ofensywnych i bombardowania miasta. Strona gruzińska została zapewniona przez Rosję, że Suchumi nie zostanie zaatakowane ani zbombardowane, jeśli armia gruzińska zakończy wycofywanie się. Wojska gruzińskie wraz z czołgami zostały ewakuowane przez rosyjskie okręty wojenne do miasta Poti. Tym samym miasto pozostało bez znaczącej obrony militarnej. W Suchumi pozostała duża liczba gruzińskich cywilów, a 1 września ponownie otwarto szkoły. Duża liczba osób uchodźców wróciła do swoich domów i próbowała powrócić do normalnego życia. Prezydent Gruzji Eduard Szewardnadze twierdził później, że zaufał Borysowi Jelcynowi i rosyjskim gwarancjom, dlatego wezwał mieszkańców Suchumi do powrotu. Jednak separatyści abchascy, ochotnicy z północnego Kaukazu, Kozacy i rosyjskie siły specjalne zaatakowali Suchumi 16 września o godzinie 8:00 rano.
Oznaczało to początek 12 dni ciągłych walk wokół oblężonego Suchumi, które skutkowały ciężkimi stratami w ludziach po obu stronach. Gruzini, którzy pozostali w mieście tylko z automatami Kałasznikowa, zostali pozbawieni wsparcia artylerii czy jednostek zmechanizowanych. Artyści zrzeszeni w Związku Aktorów Teatralnych Suchumi dołączyli do walki wraz z innymi cywilami, którzy zdecydowali się stawiać opór. Miasto zostało zbombardowane przez rosyjskie lotnictwo i ostrzelane przez artylerię separatystów. 27 września Suchumi upadło, a Abchazowie, Konfederacja Narodów Kaukazu i jednostki rosyjskie zdobyły budynki rządowe w centrum miasta. Podczas szturmu na miasto zginęło w sumie blisko 1000 osób.

Jedna z największych masakr tej wojny została dokonana na ludności cywilnej Suchumi tuż po jego upadku. Cywile uwięzieni w mieście zostali zabrani z domów, piwnic i budynków mieszkalnych. W książce Tamaza Nadareiszwilego Genocide in Abkhazia, w której opublikowano liczne wywiady naocznych świadków, znalazła się następująca relacja starszego wiekiem gruzińskiego uchodźcy, który przeżył wojnę: 

Schwytali młodą dziewczynę. Ukrywała się w krzakach w pobliżu domu, w którym zabili jej rodziców. Została zgwałcona kilka razy. Jeden z żołnierzy zabił ją i okaleczył. Została przecięta na pół. Niedaleko jej ciała zostawili wiadomość: tak jak te zwłoki nigdy nie będą jednym kawałkiem, Abchazja i Gruzja też nigdy nie będą zjednoczone

Separatyści i ich sojusznicy schwytali przewodniczącego Rady Najwyższej Abchazji Ziulię Szartawę, burmistrza Suchumi Gurama Gabiskerię, Mamię Alasanię i innych członków rządu Abchazji, a także gruzińskich policjantów. Początkowo obiecano im bezpieczeństwo, ale ostatecznie zabito, a raport ONZ wspomina, że Szartawa był przed śmiercią torturowany. Gruzinka, która przeżyła masakrę w Suchumi, wspomina w wywiadzie dla rosyjskiego reżysera-dokumentalisty Andrieja Niekrasowa: 

Kiedy Abchaz wszedł do mojego domu, zabrali mnie i mojego siedmioletniego syna na zewnątrz. Zmusiwszy nas do uklęknięcia, zabrali mojego syna i zastrzelili go tuż przede mną. Potem złapali mnie za włosy i zabrali do pobliskiej studni. Żołnierz abchaski zmusił mnie, żebym spojrzała w dół; tam zobaczyłam trzech młodych mężczyzn i kilka starszych kobiet, które stały nago w wodzie. Krzyczeli i płakali, podczas gdy Abchazowie zrzucali na nich trupy. Potem wrzucili tam granat i umieścili w studni jeszcze więcej ludzi. Znowu zostałam zmuszona do uklęknięcia przed trupami. Jeden z żołnierzy wziął nóż i wyłupił oko jednemu z zabitych obok mnie. Potem zaczął pocierać moje usta i twarz tym wyciągniętym okiem. Nie mogłam tego dłużej znieść i zemdlałam. Zostawili mnie tam, na stercie ciał

Masakry po upadku Suchumi trwały przez około dwa tygodnie. Gruzini, którym nie udało się uciec z miasta, ukrywali się w opuszczonych kamienicach i piwnicach domów. Nie oszczędzono ani walczących, ani cywilów, ani personelu medycznego (w większości kobiet). Abchazowie również byli zabijani podczas masakr w Suchumi. Każdy, kto próbował ukryć gruzińskiego uchodźcę lub w jakikolwiek sposób pomagał prześladowanym, był potępiany jako zdrajca Abchazji i zabijany. Temur Kutarba, etniczny Abchaz, został zabity przez żołnierza na oczach swoich dzieci, za to, że nie był aktywny w zabijaniu Gruzinów. 23-letni Gruzin z Suchumi W. Wadakaria i jego abchaski przyjaciel, który próbował go bronić, zostali zabici razem.

### Ochamchire
Około 400 rodzin gruzińskich zginęło podczas ofensywy abchaskiej na Ochamchire. Podobnie jak w przypadku Gagry z 1992 roku, miejscowi mieszkańcy zostali przewiezieni na miejski stadion piłkarski Achaldaba. Mężczyźni, kobiety i dzieci zostali rozdzieleni. W ciągu kilku godzin mężczyzn stracono, a kobiety i dziewczęta zgwałcono, a później zabito. Według relacji świadków separatysta abchaski zorganizował obozy zatrzymań, w których przez 25 dni przetrzymywano nastoletnie dziewczęta i kobiety. Przez cały ten czas były systematycznie gwałcone i maltretowane. Oprócz okrucieństw popełnianych na ludności cywilnej stracono ponad 50 gruzińskich jeńców wojennych. Do masowych zabójstw ludności cywilnej doszło także w innych częściach dzielnicy Ochamchire, głównie w Kocharze (licznie zaludnionej przez etnicznych Gruzinów, według przedwojennych szacunków 5340 osób). Około 235 cywilów zostało zabitych, a 1000 domów zniszczonych.
Była mieszkanka dzielnicy Ochamchire, Leila Goletiani, która została porwana przez abchaskich separatystów, tak opisała swoją niewolę rosyjskiemu dokumentaliście Andriejowi Niekrasowowi: 

Mieszkałam w Abchazji 15 lat temu, w małym miasteczku Achaldaba w dystrykcie Ochamchire. Abchazowie zaatakowali naszą wioskę 16 września 1993 roku. Nigdzie nie dało się ukryć przed spadającymi na nas pociskami [...] Rosyjscy Kozacy podeszli do mnie i zaczęli mnie bić. Jeden z tych Kozaków zapytał mnie, czy kiedykolwiek uprawiałem seks z Kozakiem. Chwycił mnie i próbował zedrzeć mi ubranie, po czym zaczęłam się opierać, ale uderzyli mnie głową o ziemię i zaczęli bić kolbami AK47. Bijąc mnie po całym ciele, krzyczeli: „Zabijemy cię, ale zrobimy to powoli”. Potem zabrali mnie do abchaskiej szkoły, w której trzymali gruzińskich cywilów. Byli tam tylko Gruzini – kobiety, dzieci i mężczyźni. Były kobiety w ciąży i dzieci w różnym wieku. Batalion Kozaków przychodził tam regularnie. Zabierali młode dziewczęta i dzieci i systematycznie je gwałcili. Były to dzieci w wieku 10, 12, 13 i 14 lat. Jedna z dziewczynek miała 8 lat. Została zabrana przez różne grupy tych Kozaków i wielokrotnie zgwałcona. Nie wiem, jak udało jej się przeżyć po tylu gwałtach, ale nie chcę wymieniać jej imienia dla jej dobra. Najpierw wybierali młodsze kobiety, ale później zaczęli brać także staruszki. Zgwałcili te starsze kobiety w sposób, którego nie chcę nawet opisywać [...] to było przerażające

### Gali
Po upadku Suchumi jedynym regionem Abchazji, w którym wciąż mieszkała duża populacja gruzińska, był rejon galski z siedzibą w Gali. Skład etniczny tego regionu różnił się od reszty Abchazji. Rejon galski był zamieszkany w przeważającej większości przez etnicznych Gruzinów i nigdy nie doświadczył zorganizowanych działań wojennych podczas konfliktu w latach 1992–1993. Na początku 1994 roku abchascy separatyści, stając w obliczu faktu dalszej obecności etnicznych Gruzinów w granicznych rejonach Abchazji, kontynuowali jednak politykę czystek etnicznych i przymusowego wypędzania etnicznych Gruzinów. Obserwatorzy ONZ byli świadkami rozwoju wydarzeń w 1994 roku. Między 8 a 13 lutego abchaska milicja i jej sojusznicy zaatakowali liczne wsie i osiedla w rejonie galskim, zabijając i gwałcąc ludzi oraz niszcząc ok. 4200 domów. Pomimo obecności rosyjskich sił pokojowych, w latach 1995–1996 nadal miały miejsce masakry i masowe mordy na etnicznych Gruzinach, w wyniku których zginęło 450 osób, a tysiące Gruzinów uciekło na wschód.

## Okres powojenny

Rozmiary głównych grup etnicznych Abchazji (porównanie sytuacji z 1989 i 2003 roku)

Psychiczny wpływ czystek etnicznych w Abchazji jest nadal druzgocący dla społeczeństwa gruzińskiego. Wojna i następujące po niej systematyczne czystki etniczne doprowadziły do powstania grupy około 200 000–250 000 osób, które uciekły do różnych regionów Gruzji, głównie graniczącej z Abchazją Megrelii-Górnej Swanetii (wg UNHCR 112 208 uchodźców mieszkało tam w czerwcu 2000 roku). W Tbilisi i innych miejscach w Gruzji uchodźcy zajęli setki hoteli, akademików i opuszczonych sowieckich koszar wojskowych na czasowy pobyt. Z powodu złej sytuacji gospodarczej wielu z nich musiało wyjechać do innych krajów, głównie do Rosji, w poszukiwaniu pracy. Na początku lat 90. uchodźcy mieszkający w Gruzji nie dążyli do asymilacji ze społeczeństwem gruzińskim. Rząd Gruzji także nie zachęcał do asymilacji uchodźców w obawie, że „straci jeden z argumentów za gruzińskością Abchazji”.
Około 60 000 gruzińskich uchodźców spontanicznie powróciło do rejonu galskiego w Abchazji w latach 1994–1998, ale dziesiątki tysięcy zostało ponownie zmuszonych do ucieczki, gdy w 1998 roku wybuchła tam II wojna gruzińsko-abchaska. Nawet pomimo tego, po 1998 roku do rejonu galskiego wróciło od 40 000 do 60 000 uchodźców, w tym osoby dojeżdżające codziennie do pracy przez linię frontu i migrujące sezonowo do prac rolniczych. Sytuacja w zakresie praw człowieka na zaludnionych przez Gruzinów obszarach rejonu galskiego pozostaje niepewna. ONZ i inne organizacje międzynarodowe bezowocnie wzywają nieuznawane władze Abchazji do „powstrzymania się od podejmowania środków niezgodnych z prawem do powrotu i międzynarodowymi standardami praw człowieka, takich jak dyskryminujące ustawodawstwo [...] i do współpracy w ustanowieniu stałego biura międzynarodowego ds. praw człowieka w Gali i w sprawie przyjęcia cywilnej policji ONZ bez dalszej zwłoki”.